# Шатун

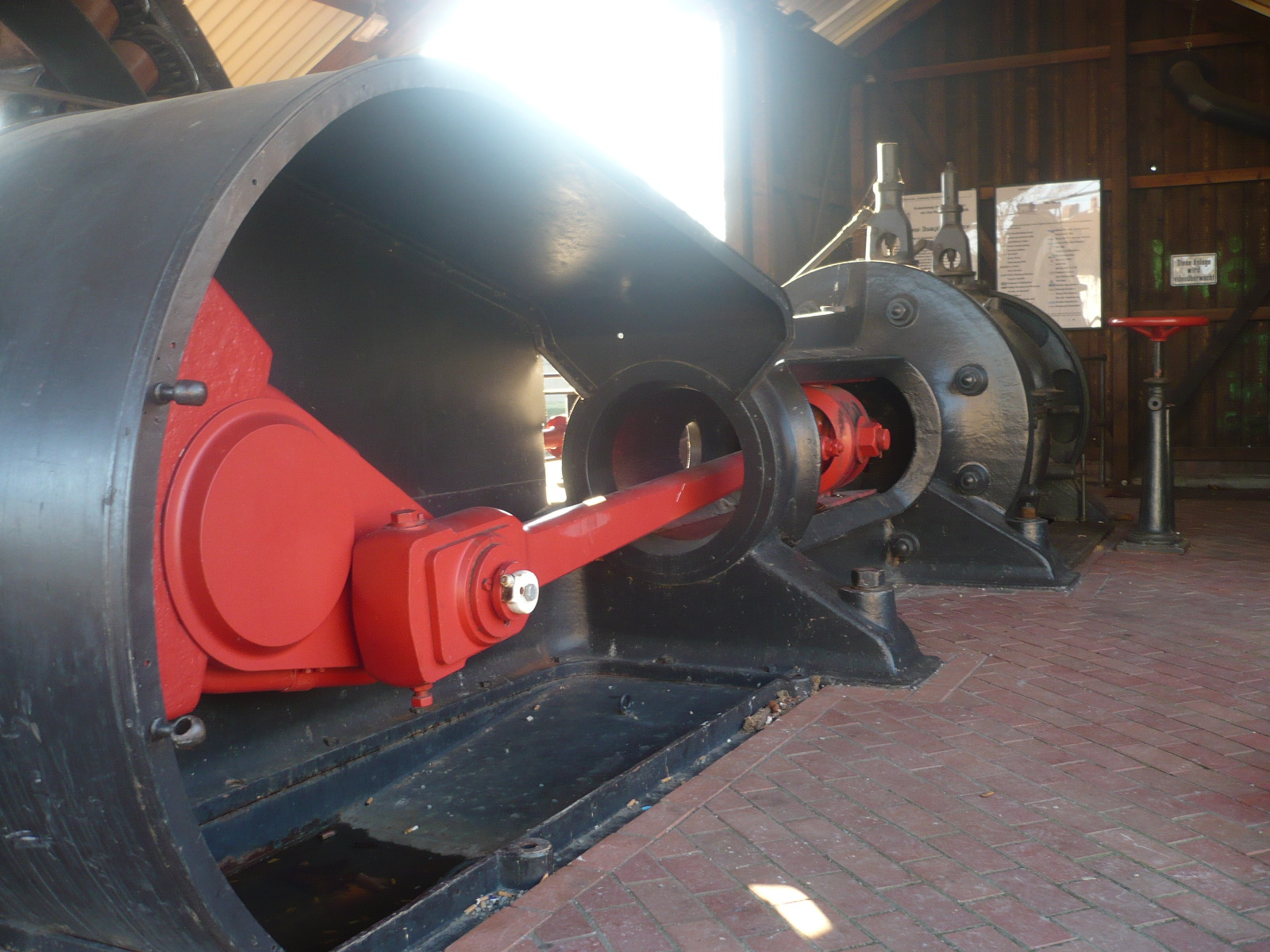
Шатун поршня паровой машины

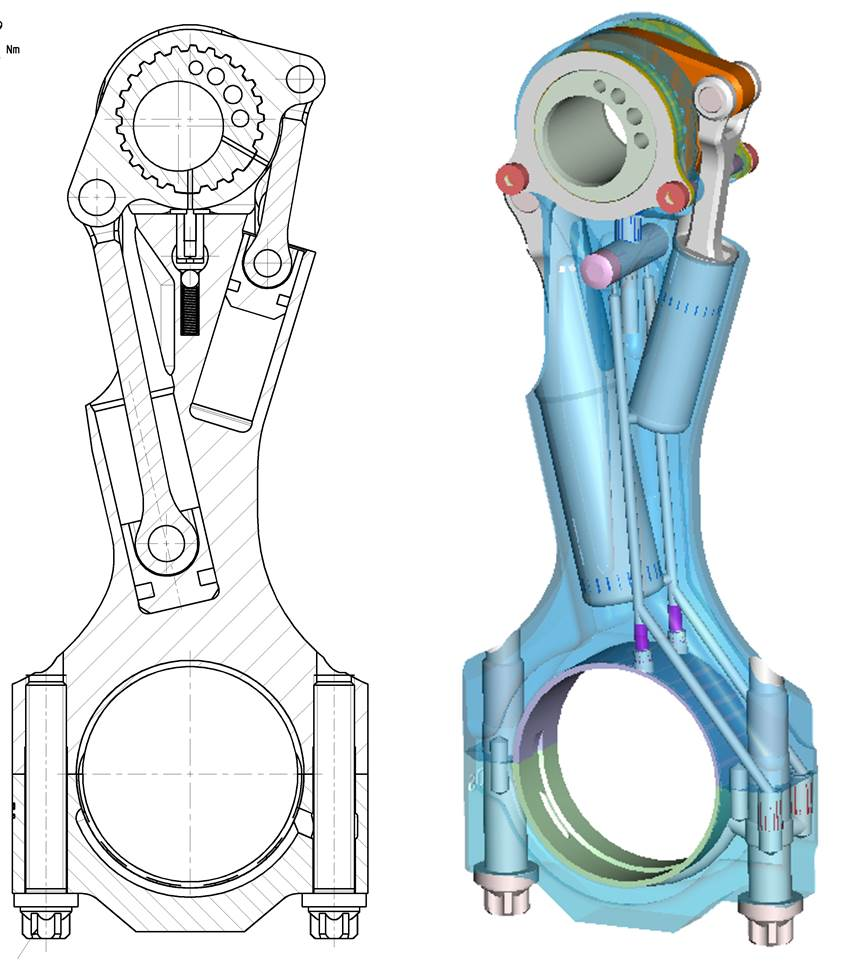
Шатун современного двигателя с переменной степенью сжатия (VCR)

Шату́н (англ. connecting rod) (устар. тяговое дышло) — деталь, соединяющая поршень (посредством поршневого пальца) и шатунную шейку коленчатого вала или движущих колёс паровоза. Служит для передачи газовых сил возвратно-поступательно движущегося поршня к вращающемуся коленчатому валу.
Шатун как элемент, необходимый для соединения поршня с коленчатым валом, применяется во всех существующих поршневых двигателях, за исключением двигателя Баландина, где усилие на вал передаётся не шатунным, а ползунным механизмом, а также шайбовых двигателях.

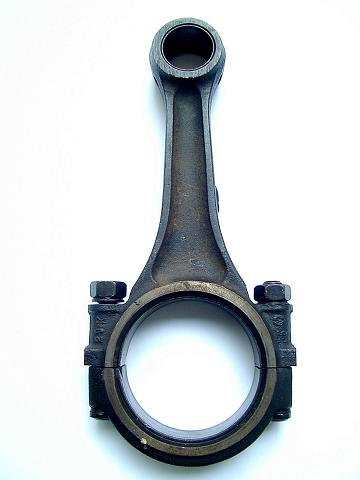
Шатун поршневого двигателя внутреннего сгорания

## Виды и классификация шатунов
Шатуны различают по форме сечения стержня шатуна:
- двутавровые I-образные и H-образные (в зависимости от соотношения длин полок и перемычки двутавра);
- прямоугольные;
- круглые;
- трубчатые;
- ромбические.

Круглые обычны в судовых двигателях, по сверлению внутри подаётся смазка или охлаждение; ромбические — в гоночных моторах с большой частотой вращения, где важно улучшение аэродинамики. Простые шатуны тихоходных механизмов имеют сечение прямоугольной формы.

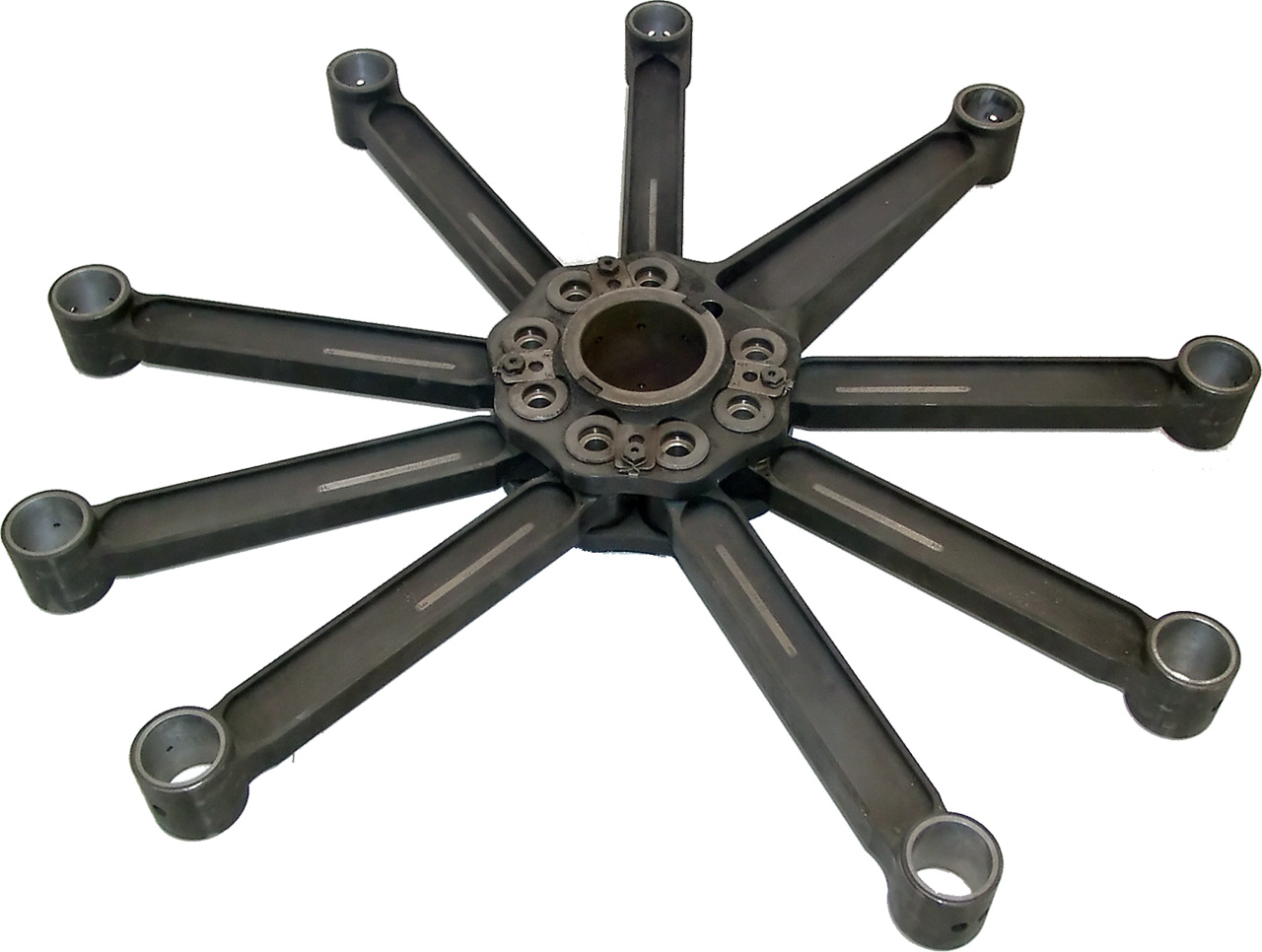
Прицепные шатуны звездообразного двигателя BMW 132

По форме кривошипной головки шатуны бывают:
- простые;
- прицепные;
- вильчатые.

Вторые характерны для звездообразных и V-образных двигателей, вильчатые применяются в некоторых V- и W-образных двигателях. Ввиду более высоких газовых сил, при равном диаметре цилиндра необходимое сечение дизельного шатуна оказывается больше, поэтому дизельные шатуны тяжелее. Шатун испытывает сложное знакопеременное нагружение и рассчитывается отдельно по каждому своему элементу.
По виду подшипников в головках шатуна:
- скольжения (втулки, вкладыши);
- качения (шариковые, роликовые, игольчатые);
- с неподвижным пальцем (шарнир в бобышках поршня).

В нижней головки шатуна чаще всего установлен подшипник скольжения, имеющий сменный вкладыш с антифрикционным сплавом из свинцовистой бронзы (в дизелях, работающих на грязном по сере топливе), алюминиево-оловянным сплавом (чаще всего) или даже серебром (звездообразные быстроходные). Верхняя головка шатуна традиционно имеет бронзовую втулку, чаще всего со сверлением для подачи масла от подшипника нижней головки. Однако в двигателях с фиксацией поршневого пальца в шатуне (ранние модели ВАЗ) верхний шатунный подшипник отсутствует — нет ни втулки, ни роликов. Смотря по форсировке двигателя, шатуны могут иметь отверстие в кривошипной головке для подачи масла на гильзу цилиндра.
Некоторые конструкции имеют подшипники качения в нижней и даже верхней головке шатуна, в этих случаях внутренняя поверхность шатуна закаливается. Такой шатун не имеет вкладышей и ремонтных размеров, при износе меняют обойму с роликами, по результатам обмеров — шатун и/или коленчатый вал. Применение — быстроходные двигатели с воздушным охлаждением, двигатели с кривошипно-камерной продувкой — то есть те, в которых труднее обеспечить достаточное количество масла под давлением. Но наибольшее распространение имеют обычные со втулками и плавающим пальцем.
По виду разъема крышки шатуна:
- разъёмы прямые;

Анимация работы шатунов

- косые (разъём под углом, для увеличения допустимого диаметра шейки).
- разламываемые (разрывные) шатуны — шатун отковывается вместе с крышкой единой деталью, проходят полную механическую обработку, далее охлаждаются для повышения хрупкости, после чего крышку откалывают от шатуна по канавкам концентраторам напряжений. Таким образом соприкасающиеся поверхности шатуна и крышки точно подходят друг к другу, но шатуны и крышки не взаимозаменяемы.

Половинки нижней головки шатуна должны точно, без сдвига прилегать друг другу. Соединение головок — болтовое. В ранних конструкциях шатунные гайки фиксировались отгибными шайбами или проволокой.
По способу центрирования крышки:
- по шатунным болтам;
- по штифтам;
- зубцам[5] ;
- шипам с последующей мехобработкой отверстия
- по невзаимозаменяемому хрупкому разрыву.

## Условия работы и требования к шатуну
Шатун в современных быстроходных двигателях миллиарды раз воспринимает переменные напряжения (это число зависит от быстроходности и ресурса ДВС). К нему предъявляются требования:
- достаточная усталостная прочность во избежание разрушения;
- жёсткость для исключения потери устойчивости стержня при сжатии (учитывая возможные разовые перегрузки при авариях);
- минимальная масса, для снижения динамических нагрузок на шейки коленвала и уменьшения массы противовесов, а также и маховика;
- технологичность и простота конструкции, определяемые также возможностями станочной обработки;
- минимальные издержки на материал, обеспечивающие однако 90% прокаливаемость сечения (либо отказ от закалки, если это невозможно на крупногабаритных двигателях)[6].

## Устройство шатуна

### Материал
В качестве материала применяют обычно легированную (40Г, 45Г2, 40ХН, 12ХН3А, 18ХНВА, 18Х2Н4А,...) или углеродистую сталь достаточной прокаливаемости: чем больше толщина сечения, тем более легированную сталь приходится применять. Для малоразмерных автомобильных двигателей обычным является применение селектированной по углероду закалённой стали; в тихоходных механизмах шатуны имеют большие сечения, и для увеличения 90 % прокаливаемости возрастающее количество легирующих элементов недопустимо увеличивает их стоимость. Поэтому шатуны судовых ДВС изготавливают из нормализованной углеродистой стали типа Ст5 (Сталь 30, 35, 40). В автомобилях ВАЗ применяют сталь 40 селект. Хромоникелевые типа 12ХН3А применяют при необходимости цементации (получения высокой твёрдости) внутреннего диаметра головок, работающих с роликовыми подшипниками. Алюминиевые шатуны встречаются в пусковых двигателях, что позволяет обходиться им без вставных вкладышей, штампованные титановые шатуны применяют на быстроходных гоночных моторах.

### Механическая и термическая обработка
Поскольку шатун работает в основном на растяжение-сжатие, а не изгиб, сердцевина его сечения должна иметь равную с поверхностными слоями прочность. Этого достигают либо сплошной прокаливаемостью за счёт ограничения толщины сечения (двутавр) с применением необходимого количества легирующих элементов (хром, никель, молибден), либо отказом от закалки с применением нормализованной стали (крупноразмерные ДВС). На материал и необходимую степень закалки может влиять выбор подшипников шатуна: так, подшипники качения требуют высокой твёрдости дорожек, и потому выбирается нужная сталь с последующей цементацией диаметра под подшипник. Шатун всегда получают штамповкой или ковкой для повышения прочности, литьё не применяется.
Для повышения усталостной прочности применяют один из двух методов: полировка поверхности, либо её наклёп путём дробеструйной обработки. На циклическую прочность шатуна влияют также радиус перехода, угол заделки верхней головки шатуна. Шатунные болты изготовляют из качественных легированных сталей, подвергают закалке с отпуском, причём принимаются все меры по повышению усталостной прочности — плавный переход от резьбы, чистая обработка поверхности, поверхностное упрочнение. Это же относится и к шатунной гайке. Ввиду этого, шатунный болт не подлежит стандартизации, и всегда уникален.

### Подшипники шатуна
Одним из вариантов служат подшипники качения (роликовые или игольчатые), в этом случае тела качения чаще всего имеют сепаратор. Это накладывает также требования по твёрдости к коленчатому валу двигателя. В случае применения вкладышей, последние удерживаются от проворота своими «усами», попадающими в паз головки. Крышки подшипников в любых моделях двигателей нельзя путать между собой.
Кривошипная (мотылёвая) головка имеет установленные вкладыши, фиксирующиеся от проворачивания «усами», вставленными в пазы головки. В случае подшипника из баббита (применяются высокопрочные оловянно-свинцовые баббиты типа Б83), между половинками шатуна устанавливают пакет металлических прокладок, и по мере износа баббита их снимают при обслуживании судового дизеля. Обычные вкладыши изготовлены из сталеалюминиевой ленты (антифрикционный алюминиевый сплав, обычно содержит также олово), либо свинцовистой бронзы (имеет более высокое допустимое контактное давление)
Нижний подшипник шатуна в большинстве случаев разъёмный (может быть неразъёмным только при сборном коленвале), поэтому крышка соединяется с шатуном болтами (шпильками), реже штифтами. 
Шатунные болты (шпильки) должны гарантировать нераскрытие стыка кривошипной головки, при этом болт испытывает переменное напряжение, зависящее от соотношения жёсткости болта и крышки. Чем меньше жёсткость болта (выше длина, меньше сечение), тем пульсации напряжений растяжения в нём ниже. Как только произойдёт раскрытие стыка, пульсация напряжений многократно возрастает, и болты обрывает очень быстро.
Верхняя головка шатуна в большинстве случаев имеет свёртную бронзовую втулку с отверстием для смазки. После запрессовки втулку разворачивают в размер пальца, обеспечивая нужную чистоту поверхности. Поскольку скорость вращения поршневого пальца невелика, долговечность узла во многих случаях обеспечивается при небольшом диаметре пальца и смазки разбрызгиванием.
Самые простые по устройству шатуны могут не иметь вкладышей нижней головки (алюминиевые шатуны пусковых двигателей, авиадвигатели дронов, и подобные с ограниченным ресурсом).

### Балансировка по весу
Шатуны в одном двигателе подбирают по массе. Причём желательно подгонять отдельно массы верхней и нижней головки, используя для подпиливания оставленные приливы на крышке и верхней головке. Однако некоторые механики предпочитают более лёгкий путь — при ремонте взвесить новые шатуны и поршни, выстроить по весу одни по возрастанию, а вторые по убыванию, потом соединить. Так масса поршневого комплекта легко и просто получается почти одинаковой.

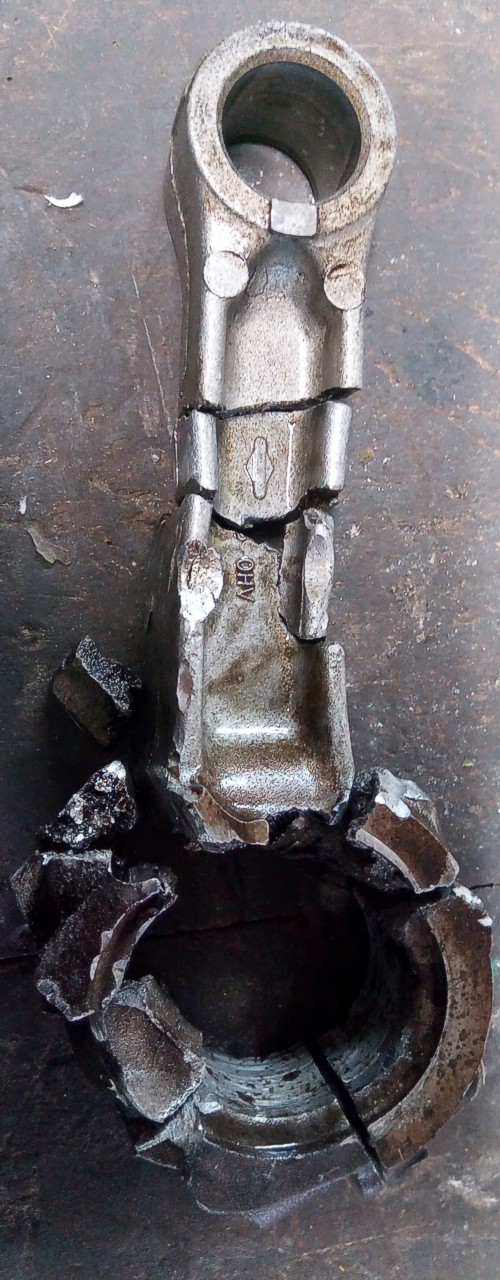
Разрушение шатуна при гидроударе.

## Отказы и неисправности

Нехарактерная крученая деформация шатуна

Неисправности носят в основном износный характер. Ремонт верхней головки требуется редко, ресурс втулки достигает полного ресурса двигателя.
Однако, возможны катастрофические повреждения от гидроудара либо соударения поршня с головкой при попадании в камеру предметов. Стержень шатуна при этом также часто изгибается.

## История

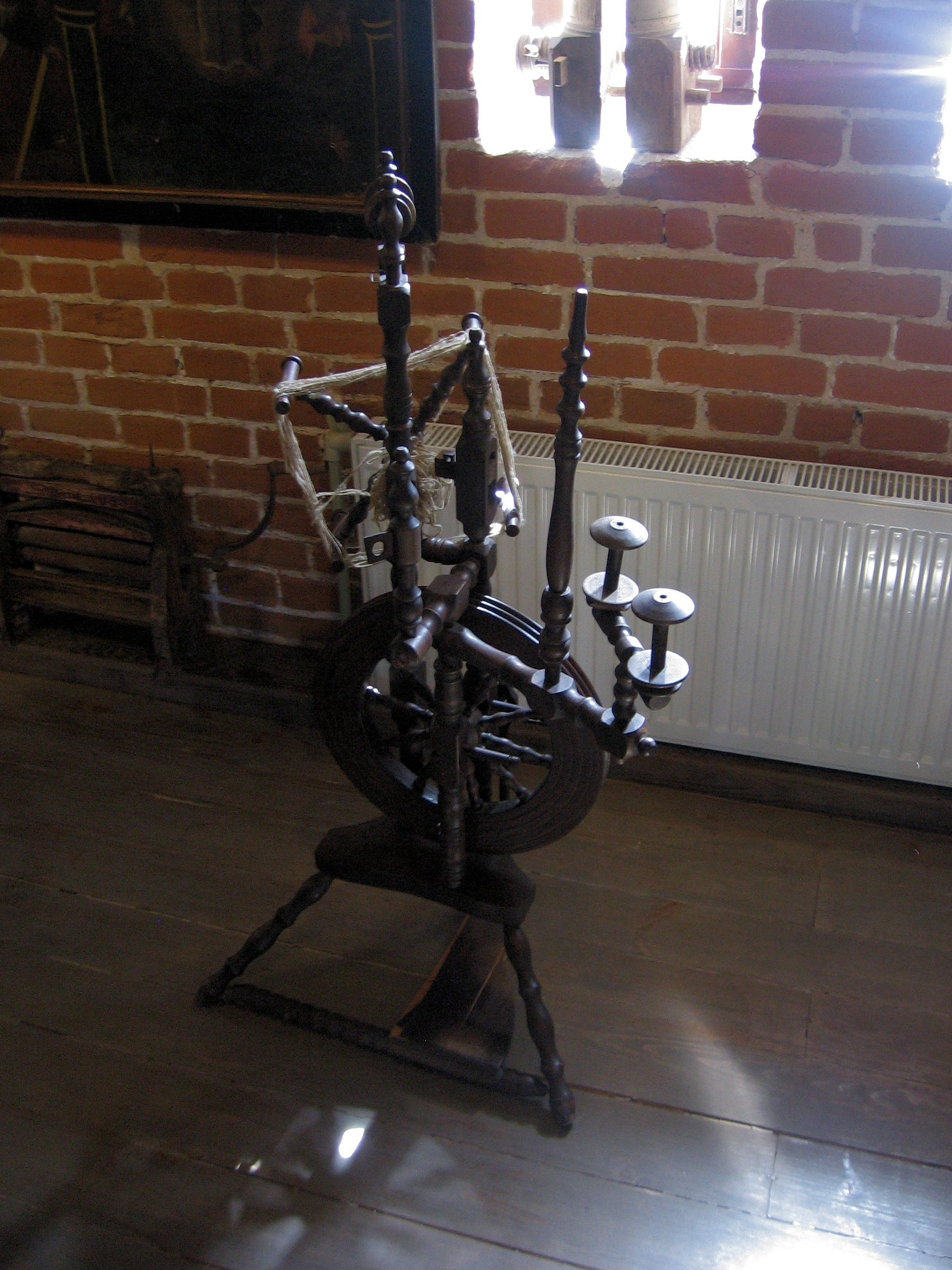
Шатун в ножном приводе прялки

Самое раннее свидетельство применения шатунов датируется концом 3-го века н. э., когда в Римской империи на лесопилках в Иераполе, Малая Азия, были применены механизмы, похожие на современные шатуны-преобразователи вращательного движения водяного колеса в поступательное для привода пилы. Аналогичные механизмы были также обнаружены при раскопках в Эфесе, которые датируются VI веком н. э.
Между 1174 и 1200 гг. арабский ученый и изобретатель Аль-Джазари описал машину, конструкция которой включала шатун с коленчатым валом (кривошипно-шатунный механизм). Предназначалась такая машина для подъёма воды.
В конструкциях машин кривошипы и шатуны обильно используются с XVI века, о чём свидетельствуют трактаты того времени: Агостино Рамелли The Diverse and Artifactitious Machines 1588 года, где изображены восемнадцать примеров. Число примеров растет в работе Theatrum Machinarum Novum от Георга Андреаса Бёклера, в которой присутствует до 45 различных машин.